# Oreochloa seslerioides
Oreochloa seslerioides là một loài thực vật có hoa trong họ Hòa thảo. Loài này được (All.) K.Richt. mô tả khoa học đầu tiên năm 1890.